# Niệm Phật
Niệm Phật (念佛) là một phép tu trong Tịnh Độ Tông, một tông phái Phật giáo. Niệm là tưởng nhớ, niệm Phật là tưởng nhớ đến danh hiệu Phật. Khi niệm Phật phải dồn hết tâm trí, ý nghĩ hướng về danh hiệu Phật A-di-đà ("Nam mô A-di-đà Phật" hay "A-di-đà Phật"), hoặc hình dung tướng tốt và công hạnh của Phật.
Chữ NIỆM trong Hán Văn là chữ tượng hình ghép từ 2 chữ: Chữ KIM ở trên và chữ TÂM ở dưới, chữ KIM có nghĩa là hiện tại. Như vậy, NIỆM PHẬT có nghĩa là phải dùng Tâm Hiện Tại mà niệm, tránh trường hợp miệng niệm mà tâm lại nghĩ tưởng chuyện khác. Bởi riêng hai chữ NIỆM PHẬT cũng đã cho ta thấy được thế nào là niệm Phật đúng cách.

## Lợi ích của việc niệm Phật
Niệm Phật để suy nghĩ đến tướng tốt, đức hạnh của chư Phật mà noi theo tu tập, tự nhủ luôn sửa đổi để tâm tính ngày càng tốt hơn. Phật làm tâm hồn lắng dịu, bỏ dần tính ác, phát triển hạnh lành, quên đi đau buồn sợ hãi, đời sống được an vui, đem lại thiện nghiệp cho mình và mọi người. Khi niệm Phật, ta quán tưởng đến những đời sống cao đẹp của Đức Phật, tâm thanh tịnh, giảm tạp nhiễm, các phiền não được dần tiêu biến, nhờ đó mà công đức đã được tăng trưởng ngay từ bản thân tâm người đó.